# محمود محمد بكر هلال
محمود محمد بكر هلال (1914 - 1998) هو شاعر مصري.

## حياته
ولد عام 1914 في قرية الشيخ مكرم - مركز سوهاج، حفظ القرآن وتخرج في المعاهد الأزهرية ثم كلية اللغة العربية 1944 , ثم حصل على شهادة التخصص في التدريس 1946. عمل مدرساً للغة العربية في جرجا وسوهاج ثم مدير الإدارة التعليمية في سوهاج وإخميم 1970 ثم عمل مدرساً بجامعة الكويت 1975 - 1986.

## مسيرته
عضو في نقابة المعلمين واتحاد خريجي الأزهر ورئيس رابطة الأدباء بسوهاج. نشر الكثير من شعره في الدوريات المصرية والعربية. ممن كتبوا عن شعره: أحمد زكي أبو شادي ومحمد عبد المنعم خفاجي وضياء الدين بيبرس وعبد الوهاب دنيا وكتاب «الشاعر محمود محمد بكر: هلال شعره بين الأصالة والمعاصرة» ل«سعاد محمد أحمد مسعود».

## دواوينه الشعرية
له أربع تمثيليات شعرية هي:
- فلسطين 1949
- المولد النبوي الشريف 1950
- كتب عليكم الصيام 1955
- عيد الأم 1959.

أعماله الإبداعية الأخرى:
- زنوبيا (شعر ونثر) 1942
- مسرحية على المصطبة (شعر ونثر) 1953
- قصة أكرم شهيد في بور سعيد (شعر ونثر) 1956
- قصة البطل الصغير 1957
- من وحي المعركة (نثر وشعر) 1961 .

## مؤلفاته
- كتاب عن التدخين - العيد القومي لسوهاج.

## جوائز
حصل على شهادة التفوق الأولى في الشعر 1942 وجائزة الأهرام 1954 وجائزة نادي المدينة المنورة وغيرها.